# Гіроакі Куромія
Гіроакі Куромія (англ. Hiroaki Kuromiya; яп. 黒宮広昭, くろみやひろあき, Куромія Хіроакі) — американський історик японського походження. Спеціалізується на історії СРСР, зокрема добі сталінізму, комуністичних репресіях і часах «холодної війни». Дотично займається вивченням проблем сучасних Росії та України.

## Біографія
Отримав магістерський диплом в Токійському університеті в 1979 році. Захистив диплом доктора філософії в Принстонському університеті в 1985 році. Науковий співробітник Королівського коледжу (Кембридж, Велика Британія) в 1985—1990 роках. З 1990 року — професор університету в Індіані (США).
З кінця 1980-х років активно працював над матеріалами розсекречених російських та українських архівів, був членом Міжнародної науково-консультативної ради журналу «З архівів ВУЧК–ГПУ–НКВД–КГБ».
З 1990 — професор історії історичного відділення Індіанського університету (Блумінґтон, Індіана, США). Читає курси: «Російська історіографія від Карамзіна до сучасності», «Радянська історія», «Холодна війна і Друга світова війна», «Модерна Україна: від козаччини до незалежності» та ін.
Г. Куромія — автор монографії «Freedom and Terror in the Donbas: A Ukrainian-Russian Borderland, 1870s–1990s» («Свобода і терор у Донбасі: Українсько-російське прикордоння, 1870–1990-і роки», Кембридж, 1998; 2003; укр. вид. — К., 2002) — про історію Донбасу 1870–1990-х років. Історик оцінює цей регіон як «антистоличну козацьку землю», що завжди створюватиме проблеми для центру. Г. Куромія вважає, що Донбас утілює риси Дикого поля — волелюбність, жорстокість, схильність до терору, войовничість.

## Основні роботи
- Hiroaki Kuromiya. Stalin (Profiles in Power) / New York: Longman. 2005. xvii + 227 pp. ISBN 0-582-78479-4 / ISBN 9780582784796 // First published 2005 by Pearson Education Limited. Copyright © 2005Taylor & Francis.[4]
- Hiroaki Kuromiya. Freedom and Terror in the Donbas: A Ukrainian-Russian Borderland, 1870s-1990s (Cambridge Russian, Soviet and Post-Soviet Studies, Book 104)[5]. Cambridge, UK: Cambridge University Press, 1998, 2003. 380 pages. ISBN 0521526086, ISBN 978-0521526081[6]

- Куромія Гіроакі. Свобода і терор у Донбасі: Українсько-російське прикордоння, 1870—1990-ті роки. Київ, Основи, 2002. — 510 с.
- Куромія Гіроакі. Свобода i терор у Донбасі. Українсько-російське прикордоння 1870-1990-ті роки (2002) [MP3] // Аудіокниги українською. Озвучено: Мурашко Ігор. Кодек звуку: MP3. Тривалість звучання: 19 год. 23 хв.

- Hiroaki Kuromiya. Stalin's Industrial revolution: Politics and Workers, 1928—1932. Cambridge, UK: Cambridge University Press, 1988.
- Hiroaki Kuromiya. The Voices of the Dead: Stalin's Great Terror in the 1930s[5]. New Haven and London: Yale University Press, 2007.
- Hiroaki Kuromiya. Conscience on Trial: The Fate of Fourteen Pacifists in Stalin's Ukraine, 1952—1953[5].